# The Heritage at Millennium Park
The Heritage at Millennium Park (englisch Erbe oder Kulturerbe) ist ein Hochhaus auf dem 130 N. Garland Court in Chicago, Illinois. Es wurde 2005 fertiggestellt und besitzt eine Höhe von 192 Metern bei 57 Stockwerken. Das Gebäude wurde vom Architekturbüro Solomon Cordwell Buenz, den Architekten des Legacy Towers, entworfen. The Heritage ist das 36.-höchste Gebäude in Chicago. Wie oft bei neueren Gebäuden üblich, wurden die Fassaden von bestehenden Gebäuden in das Design des Heritage integriert.
Das Heritage liegt direkt westlich von Millennium Park, mit freiem Blick auf den Millennium Park, Teilen des Grant Parks und des Lake Michigan. Es liegt direkt gegenüber dem Marshall Field and Company Building an der Wabash Avenue. Es besitzt einen eigenen Innenpool, ein Fitnessstudio, einen Partyraum, eine Dachterrasse und ein Parkhaus. Das Gebäude besitzt eine leichte Ähnlichkeit mit dem One Rincon Hill in San Francisco, das vom gleichen Architekturbüro entworfen wurde.

## Hintergrund
Das Hochhaus ist integriert in das umfangreiche unterirdische Fußgängerwegesystem der Innenstadt. Zusätzlich zu Eigentumswohnungen, enthält das Heritage im Erdgeschoss auch Einzelhandelsflächen.
Bürgermeister Richard M. Daley erwog, seinen Wohnsitz ins Heritage zu verlegen. Er entschied sich aber letztendlich, an seinen Wohnsitz im South Loop festzuhalten.
Laut der Volkszählung des Jahres 2000 leben 16.388 Menschen im Chicago Loop. In jüngerer Zeit wurde die Postleitzahl 60602 des Loops vom Forbes Magazine die heißeste Postleitzahl des Landes genannt, bei dem Gebäude der oberen Preisklasse wie das Heritage at Millennium Park den Weg ebneten für andere Gebäude wie den Waterview Tower, The Legacy in Millennium Park und das Momo. Der durchschnittliche Verkaufspreis für Wohnimmobilien betrug laut Forbes 710.000 USD im Jahr 2005, der durchschnittliche Verkaufspreis im Heritage betrug im Jahr 2006 1.283.000 USD (nach Daten aus der MLS und Rubloff).